# 王纲 (1972年)

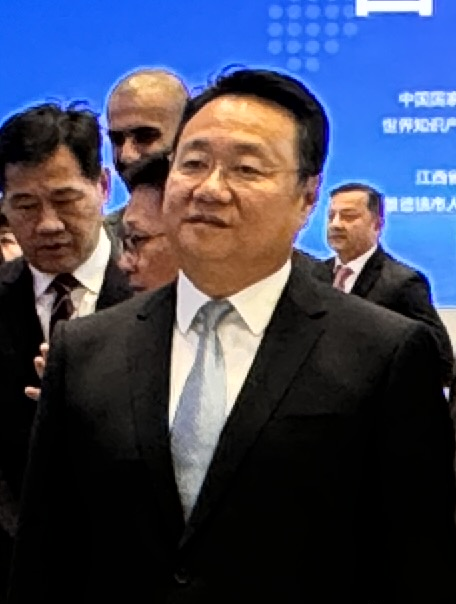

王纲（1972年1月—），男，汉族，浙江武义人，中华人民共和国政治人物。杭州大学新闻系毕业。曾任中共浙江省委常委、宣传部部长，现任中共中央宣传部副部长。

## 生平
曾任浙江日报科教卫新闻部副主任、嘉兴记者站站长（兼），新疆都市报副总编辑，浙江日报采访中心经济新闻部副主任，浙江日报温州分社社长，浙江日报采访中心副主任、文化新闻采访部主任（兼），钱江报系社委会委员、今日早报总编辑，浙江日报报业集团党委委员、副社长、浙报传媒控股集团（香港）有限公司董事长（兼），浙江省人民政府办公厅党组成员、副主任等职务。
2015年2月，任浙江省人民政府副秘书长。2017年7月，任中共浙江省委副秘书长。2018年3月，任中共浙江省委副秘书长、办公厅主任。2019年12月，任中共湖州市委副书记、市政府党组书记、副市长、代市长，隔年4月当选为市长。2021年10月，任中共湖州市委书记。
2022年4月，升任中共浙江省委常委、宣传部部长。
2023年4月，进京担任中共中央宣传部副部长。